# كمنجة سلامة (مسلسل)
كمنجة سلّامة مسلسل درامي تونسي يتكون من خمس عشرة حلقة، عُرض في النصف الأول من شهر رمضان سنة 2007 على قناة تونس 7، وهو من تأليف علي اللواتي وإخراج حمادي عرافة.
يتطرق المسلسل بعمق إلى العديد من القضايا الاجتماعية مثل الخيانة الزوجية، الانحراف، والسرقة، من خلال عصابة تقوم بالسطو على المنازل والاستيلاء على الهواتف والمصوغ... إضافة إلى العديد من القضايا الأخرى.

## القصة
عائلة عبد المقصود هي عائلة تونسية من الأعيان ولها مكانة مرموقة في المجتمع. استطاع حمزة عبد المقصود، سليل هذه العائلة، المحافظة على مكانته الاجتماعية في السبعينيات والثمانينيات حين كان سفيرًا لبلاده في العديد من البلدان.
تنطلق أحداث المسلسل بعد وفاته، حيث تعيش أرملته عقيلة على أطلال هذه المكانة من خلال التباهي، في حين أن كل ما تبقى لها هو راتب تقاعد زوجها وفيلا فاخرة في أحد الأحياء الراقية. يعيش ابنها منذر معها في المنزل رفقة زوجته الطبيبة حسنة وأطفالهما الثلاثة (حيدر وسوسن ودعد)، وكذلك ابنتها ثريا.
تُدير عقيلة الحياة في المنزل بطريقة استبدادية وتسلطية. منذر، ابنها المدلّل، يفقد وظيفته عدة مرات. وبفضل علاقات والدته، حصل على منصب نائب مدير في بنك زملاء والده الراحل. من جانبها، تساهم حسنة في الاحتياجات المالية للعائلة لأن راتب تقاعد حمزة لم يعد كافيًا.
سلّامة، ابنة حمزة وعقيلة، عازفة كمنجة موهوبة بدفع من والدتها، انتحرت منذ سنوات بعد فشلها في امتحان الموسيقى، تاركة وراءها زوجها محسن وابنها ياسين. ظلت ثريا تشعر بالذنب بعد وفاتها، لأنها كانت تغار من شقيقتها وكانت في أعماقها تريد لها الفشل. تدخل ثريا في صراعات نفسية وتقوم بالتدخل في حياة محسن. هذا الأخير يعمل مهندس إعلامية، وينوي الزواج من زميلته نرجس من أجل رعاية ابنه اليتيم. تتأثر ثريا لذلك، فتستشير الطبيب النفسي نذير، الذي ستُعجب به لاحقًا.
أما حيدر، ابن منذر وحسنة، يتعرف على شاب يعمل تاجراً يُدعى ماجد الودياشي. يعتني ماجد بوالدته (دنيا) التي تعاني من الاكتئاب بسبب هجر زوجها لها. يحاول ماجد أن يعلّم حيدر التجارة، لكن هذا الأخير يبتعد عنه وينحرف بسبب مشاكل عائلته، حيث يدخل في مشاكل السرقة مع عصابة يقودها المقص. في الوقت نفسه، يعيش ماجد علاقة حب مع سوسن، شقيقة حيدر.
من جانب آخر، سليم المهذب، وهو طبيب ذو كفاءة عالية، يصبح مديرًا لإحدى مستشفيات العاصمة وبالتالي مديراً لحسنة وصديقتها نائلة. في أحداث المسلسل يتضح أنه كان على علاقة بحسنة في كلية الطب بتونس، وكانا سيتزوجان إلا أنها تركته للزواج من منذر نظرا لمكانة عائلته، بينما كان سليم ابن صياد سمك متواضع.
تغار نائلة من حسنة لأن سليم شجعها على إنهاء أطروحة الدكتوراه، وتوهم عمال المستشفى بأن سليم وحسنة بقيا على علاقة، مما يثير شكوك منذر حتى ينجر عن ذلك طلاقه من حسنة بعد عشرين عامًا من الزواج. يتزوج منذر من نائلة، معتقدًا أن كان لها الفضل في اكتشاف خيانة زوجته.
بعد طلاقها، تنتقل حسنة للعيش مع والدها حمدة، أستاذ التاريخ المتقاعد. يخطط هذا الأخير للزواج من تلميذته السابقة شكرية، التي تعود من سويسرا مع ابنتها (أروى) بعد غياب طويل. شكرية كانت أيضًا صديقة حسنة في المرحلة الثانوية، فتحاول أن تثبت عدم خيانة حسنة لمنذر، الذي يكتشف في النهاية أكاذيب نائلة.

## الشخصيات

### الشخصيات الرئيسية
- سنية المؤدب: «حسنة عبد المقصود» طبيبة في إحدى مستشفيات تونس العاصمة
- سامية رحيم: «عقيلة عبد المقصود» أرملة سفير سابق، حماة حسنة
- زهير الرايس: «منذر عبد المقصود» نائب مدير بنك، ابن عقيلة وحمزة، زوج حسنة
- صالحة النصراوي: «ثريا عبد المقصود» مصممة أزياء، ابنة عقيلة وحمزة
- قابيل السياري: «حيدر عبد المقصود» ابن حسنة ومنذر
- فاطمة الزهراء معطر: «سوسن عبد المقصود» ابنة حسنة ومنذر
- دنيا السعدي: «دعد عبد المقصود» ابنة حسنة ومنذر
- نعيمة الجاني: «نائلة بحيرة» طبيبة، صديقة حسنة
- علي بنور: «حمدة الزاير» أستاذ متقاعد، والد حسنة
- درصاف مملوك: «شكرية» صديقة حسنة، خطيبة حمدة
- لطفي العبدلي: «ماجد الودياشي» تاجر، صديق حيدر وحبيب سوسن
- يونس الفارحي: «سليم المهذب» طبيب، حبيب حسنة السابق
- أنور العياشي: «نذير» الطبيب النفسي لثريا ثم خطيبها، صديق سليم
- محمد علي بن جمعة: «محسن» مهندس إعلامية، أرمل سلّامة
- نادرة لملوم: «نرجس» مهندسة إعلامية، زوجة محسن الثانية
- دليلة مفتاحي: «دنيا الودياشي» مهندسة معمارية، والدة ماجد
- سنية بن بلقاسم: «فايقة» صديقة منذر، مسؤولة سابقة في البنك
- توفيق العايب: «بوجمعة» حارس منزل عائلة عبد المقصود

### الشخصيات الثانوية
- صلاح مصدق: «المنجي صابر» مدير البنك الذي يعمل فيه منذر
- سمير العيادي: «عبد الله محفوظ» صاحب أسهم في البنك الذي يعمل فيه منذر
- رشيد قارة: «التيجاني بن سالمة» صاحب أسهم في البنك الذي يعمل فيه منذر
- منية الورتاني: «وهيبة صابر» زوجة المنجي، صديقة عقيلة
- لطيفة القفصي: «صالحة» مُعينة منزلية في منزل عبد المقصود
- الصادق حلواس: «المقص» رئيس عصابة سرقة
- مراد كروت: «رابح عمارة» صاحب مكتب هندسة معمارية، مدير دنيا
- فرحات الجديد: «منير فضّال» صاحب مكتب هندسة معمارية، زميل دنيا
- فتحي الذهيبي: «الهادي الرصّاص» طبيب جراح، زميل حسنة
- نورهان بوزيان: «أحلام»  مهندسة معمارية، زميلة دنيا وصديقتها
- حمادي الوهايبي: «المفتش» في جرائم العصابة التي يقودها المقص
- كريم بن صالح: «ياسين» ابن سلّامة ومحسن

## فريق العمل
| العمل     | صاحب العمل             |
| --------- | ---------------------- |
| الإنتاج   | مؤسسة التلفزة التونسية |
| الموسيقى  | ربيع الزموري           |
| السيناريو | علي اللواتي            |
| الإخراج   | حمادي عرافة            |